# David Osepashvili
David Osepashvili (en georgiano: დავით ოსეფაშვილი; nacido el 3 de diciembre de 1965) es un politólogo, político, especialista en relaciones públicas y medios de comunicación de Georgia.

## Biografía
Es egresado de Ciencias Políticas en Universidad Estatal de Javakhishvili Tiflis. Luego de esto, en diferentes momentos trabajó en organismos gubernamentales y estatales. En ambos sectores, trabajó en el seguimiento de la información, incluida la opinión pública y la investigación de políticas. Tiene experiencia organizacional relevante. También da conferencias a los estudiantes. Además, tiene una estrecha y larga relación con el sector no gubernamental y organizaciones gubernamentales.
Ha trabajado durante muchos años en diversas agencias gubernamentales como asesor jefe en relaciones públicas y comunicaciones, asesor político, analista líder, especialista jefe, coordinador de área, consultor experto, jefe de redacción, conferencista y en otros cargos. David Osepashvili ha trabajado para instituciones como la Administración Presidencial de Georgia, el Ministerio del Interior, el Ministerio de Cultura, el Servicio de Información del Estado, la Oficina de la Asamblea de Tbilisi, la Administración del Ayuntamiento de Tbilisi, el Departamento Estatal de Asuntos de la Juventud, Millennium Challenge Georgia (MCG-MCC ), Imedi TV, Radiodifusión Pública de Georgia, Georgian Radio], etc.
Se unió al proyecto “Servidor Público contra la Corrupción” implementado bajo el patrocinio de la Open Society Georgia Foundation. Se le otorgó la beca educativa de los empleados estatales del gobierno local de capital Tbilisi.
También se unió a un programa internacional en Tel Aviv que fue organizado por la Agencia de Cooperación Internacional para el Desarrollo “MASHAVI” del Ministerio de Relaciones Exteriores de Israel para el “Desarrollo de pequeñas y medianas empresas”. Es principalmente político activo y, a menudo, es parte del proceso político, también es activo en las relaciones con la prensa y la televisión. Hay varias entrevistas, comentarios y publicaciones suyas en prensa y entrevistas en programas de televisión. Fue candidato en circunscripción mayoritaria en las elecciones parlamentarias de Georgia, celebradas en 2020. Fue editor del semanario "Paraleli".